# جوش توماس (لاعب كرة قدم)
جوش توماس (بالإنجليزية: Josh Thomas)‏ هو لاعب كرة قدم بريطاني في مركز الوسط، ولد في 17 أبريل 1999 في هيرفورد في المملكة المتحدة. لعب مع نادي تشيلتنهام تاون لكرة القدم.

## وصلات خارجية
- جوش توماس (لاعب كرة قدم) على موقع قاعدة بيانات كرة القدم.إي يو (الإنجليزية)
- جوش توماس (لاعب كرة قدم) على موقع Soccerbase.com (لاعب) (الإنجليزية)
- جوش توماس (لاعب كرة قدم) على موقع Soccerway.com (الإنجليزية)